# Người Mỹ gốc Hoa
Người Mỹ gốc Hoa là những công dân Hoa Kỳ có nguồn gốc từ người Hán hay đến từ Trung Quốc. Người Mỹ gốc Hoa tạo thành một nhóm phụ của người Mỹ gốc Đông Á cũng tạo thành một nhóm phụ của người Mỹ gốc Á. Nhiều người Mỹ gốc Hoa cùng với tổ tiên của họ theo dõi dòng dõi từ Trung Quốc đại lục, Hồng Kông, Ma Cao, Singapore, Đài Loan, cũng như các khu vực khác là nơi sinh sống của đông đảo Cộng đồng người Hoa hải ngoại, đặc biệt là Đông Nam Á và một số quốc gia khác như Úc, Canada, Pháp, Nam Phi, New Zealand và Vương quốc Anh.
Cộng đồng người Mỹ gốc Hoa là cộng đồng Hoa kiều lớn nhất bên ngoài châu Á. Đây cũng là cộng đồng lớn thứ ba trong cộng đồng người Hoa hải ngoại, sau các cộng đồng người Hoa ở Thái Lan và Malaysia. Điều tra Cộng đồng năm 2016 của Tổng điều tra dân số Hoa Kỳ ước tính dân số người Mỹ gốc Hoa thuộc một hoặc nhiều chủng tộc là 5.081.682. Cộng đồng người Mỹ gốc Hoa bao gồm nhóm sắc tộc lớn nhất là người Mỹ gốc Á, chiếm 25,9% dân số người Mỹ gốc Á tính đến năm 2010. Người Mỹ gốc Hoa, bao gồm cả những người có một phần gốc Hoa chiếm 1,5% tổng dân số Hoa Kỳ tính đến 2017. Theo điều tra dân số năm 2010, dân số người Mỹ gốc Hoa vào khoảng 3,8 triệu. Năm 2010, một nửa số người gốc Hoa sống ở Hoa Kỳ cư trú ở các bang California và New York.